# كينزو شيراي
كينزو شيراي (باليابانية: 白井 健三) (و. 1996 – م) هو لاعب جمباز فني من اليابان. ولد في يوكوهاما. شارك في الألعاب الأولمبية الصيفية 2016، وبطولة العالم للجمباز الفني، والجمباز في الألعاب الأولمبية الصيفية 2016.

## جوائز
حصل على جوائز منها:
- الميدالية بنفسجية الشريط  [لغات أخرى]‏ (2016)
- ميدالية ذهبية أولمبية (2016).

## روابط خارجية
- كينزو شيراي على موقع الاتحاد الدولي للجمباز (licence) (الإنجليزية)
- كينزو شيراي على موقع الاتحاد الدولي للجمباز (biography) (الإنجليزية)
- كينزو شيراي على موقع اللجنة الأولمبية الدولية (الإنجليزية)
- كينزو شيراي على موقع أوليمبيديا (الإنجليزية)